# 서던 크로스 루트
서던 크로스 루트(영어: Southern Cross Route)는 유럽과 오스트레일리아 및 뉴질랜드를 서반구를 통해 연결하는 항공 노선의 명칭으로 현재 여객기의 성능 문제로 인해 일반적으로 연료를 넣거나 환승이 필요하다. 주로 북아메리카와 남아메리카를 경유하는 경우 캥거루 루트(영어: Kangaroo Route)와 달리 이 루트는 서반구를 통해 유럽까지 연결되는 것이 특징이다.

## 개요
오스트레일리아와 뉴질랜드의 두 지역은 거의 지구의 바로 안쪽(런던 ~ 시드니의 경우는 약 17,000km)에 위치하고 있기 때문에 가장 멀고 시간이 많이 걸린다. 오스트레일리아와 뉴질랜드의 공통점은 유럽계 이민자가 많기 때문에 이 구간의 항공 수요가 매우 많고 거리가 가장 길수록 높은 운임 설정이 가능하다. 이 때문에 거의 오랫동안 치열한 경쟁이 펼쳐지고 있다. 캥거루 루트(영어: Kangaroo Route)보다 편수가 적다.

## 역사
1958년에 콴타스 항공이 오스트레일리아에서 캐나다간 국제선 노선을 시초로 한다. 실제로 유럽까지 항로를 연장하는 방안이 검토됐으며 1959년에 멜버른에서 로스앤젤레스를 경유해 런던까지 운항하게 되었다. 1967년 이전까지만 해도 콴타스 항공이 이 구간을 독점을 했지만 이후 여러 항공사들이 진출하게 되었다. 현재 이 항로로 운항하는 항공사는 에어프랑스, 에어 타히티 누이, 에어 뉴질랜드 3개의 항공사로 알려져 있다. 한 때 에어 뉴질랜드에서 오클랜드에서 로스앤젤레스를 거쳐 런던과 홍콩을 경유해 다시 오클랜드로 돌아오는 세계 일주 노선이 있었으나 캥거루 루트(영어: Kangaroo Route)를 운항하고 있었던 캐세이퍼시픽 항공과 공동운항 협정을 맺으면서 2013년 3월에 운항을 중단하게 되었다.

## 운항 노선
- 2014년 2월 기준으로 서던 크로스 루트를 운항하는 항공사는 다음과 같다.

## 같이 보기
- 캥거루 루트